# Lisa Della Casa
Lisa Della Casa (Burgdorf, 2 de fevereiro de 1919 – 10 de dezembro de 2012) foi uma soprano suíça célebre por suas interpretações de obras de Mozart e Richard Strauss, assim como pelo charme, pelos dotes cênicos e pela sua grande beleza.
Filha de pai ítalo-suíço e mãe bávara, ela estudou canto com Margarete Haeser no Conservatório de Zurique e fez a sua estreia operístico com Madama Butterfly, no Teatro Municipal Solothurn-Biel (1940). Ela ingressou no corpo artístico da Ópera Municipal de Zurique em 1943 (permanecendo até 1950) e cantou vários papéis, desde a Rainha da Noite na 'A Flauta Mágica até Dorabella em Così fan Tutte, ambas de Mozart. Em 1947, casou o jornalista de origem iugoslava Dragan Debeljevic, de quem teve uma filha, Vesna.
Della Casa fez Zdenka em uma récita de Arabella, de Richard Strauss, na Ópera Municipal de Zurique, ao lado da Arabella de Maria Cebotari, no ano de 1946. Esta reconheceu seu talento e a apresentou ao Festival de Salzburgo em 1947, onde a jovem soprano cantaria novamente Zdenka com as estrelas Maria Reining e Hans Hotter. Depois da performance, o próprio Strauss comentou: "Aquela garota vai ser a Arabella um dia!". No mesmo ano, ela debutou na Ópera Estatal de Viena, cantando Gilda em Rigoletto. Logo ela se mudou para Viena e entrou para o corpo artístico da Wiener Staatsoper. Em 1949, fez a sua estreia no La Scala de Milão como Sophie, em Der Rosenkavalier, de Strauss, e Marzelline em Fidelio, de Beethoven. Victor de Sabata, então diretor musical do La Scala, tentou persuadi-la a mudar-se para o teatro, mas Della Casa preferiu continuar em Viena.
Ela estreia na Grã-Bretanha com a Condessa de Almaviva, em Le Nozze di Figaro, de Mozart, no Festival de Glyndebourne, e logo após cantou a protagonista de Arabella pela primeira vez na Ópera Estatal Bávara, em Munique, em 1951. Este papel viria a ser o seu cavalo-de-batalha e, conforme a crítica, sua maior realização como artista. Em 1952, cantou Eva, em Os Mestres Cantores de Nuremberg, de Wagner, no prestigiado Festival de Bayreuth.
Pode-se dizer que Della Casa fez três estreias decisivos em sua carreira:
- 1) quando ela cantou Arabella nas récitas da companhia da Ópera Estatal Bávara no Covent Garden;
- 2) quando cantou o papel de Octavian em Der Rosenkavalier pela primeira vez, no Festival de Salzburgo;
- 3) e quando fez sua estreia no Metropolitan Opera de Nova York como a Condessa de Almaviva (Le Nozze di Figaro), iniciando uma presença regular no teatro que durou até 1968.

Em 1955, cantou o papel da Marechala, em Der Rosenkavalier, pela primeira vez. Foi uma performance para celebrar a abertura da restaurada Wiener Staatsoper. Em virtude disso, Della Casa tornou-se intérprete de todas as três personagens principais de Der Rosenkavalier: a Marechala, Octavian e Sophie (que cantara no início da carreira).
O Festival de Salzburgo foi um dos mais importantes lugares em sua carreira. Dela Casa cantou Ariadne, em Ariadne auf Naxos, de Richard Strauss, e Donna Elvira em Don Giovanni em 1954; novamente Donna Elvira em 1956, Chrysothemis na Elektra de Strauss e a Condessa de Almaviva em 1957 (também deu um recital no Festival no mesmo ano); Arabella em 1958; e Pamina, de Die Zauberflöte em 1959. Em 26 de julho de 1960, a recém-construída Salzburg Festspielhaus foi inaugurada com uma performance de Der Rosenkavalier com regência de Herbert von Karajan e participação de Della Casa como a Marechala, Sena Jurinac como Octavian e Hilde Gueden como Sophie.
Em 1961, ela surpreendeu o público ao cantar o papel-título na Salomé de Richard Strauss, na Ópera Estatal Bávara, em Munique. Desde essa investida, Della Casa passou a adentrar em papéis mais dramáticos da ópera italiana, como Desdemona, do Otello de Verdi, e Tosca, da ópera homônima de Puccini, mas ao final retornou para suas tradicionais personagens mozartianas e straussianas. Em 1964, quando a famosa soprano alemã (e colega sua na Wiener Staatsoper) Elisabeth Schwarzkopf debutou no Met como a Marechala, Della Casa cantou com ela no papel de Octavian.
Em meados dos anos 60, a voz dessa Kammersängerin começou a decair, e ela passou a fazer menos récitas. Em 1974, cantou Arabella no Festival de Salzburgo. Foi depois dessa performance que ela surpreendeu a todos ao anunciar que seria esta a sua última, e logo em seguida se aposentou dos palcos.
O timbre lírico, muito delicado e prateado de Della Casa combinava de forma ideal com as heroínas de Mozart e Strauss. Alguns comentadores afirmavam que, embora faltasse a ela a brilhante técnica vocal de Elisabeth Schwarzkopf, era exatamente a naturalidade do seu canto que lhe dava outro tipo de charme. Crítica e reflexiva, Della Casa admitia que não gostava do "negócio da música", com suas intrigas e vaidades.
Ela deixou várias gravações completas de óperas, principalmente para o selo Decca. Suas interpretações da Condessa de Almaviva na gravação de Le Nozze di Figaro com Erich Kleiber e de Arabella na gravação da ópera homônima com Georg Solti são até hoje consideradas entre as melhores já produzidas. Ela fez sua primeira gravação comercial das Quatro Últimas Canções de Richard Strauss em 1953, sob a batuta de Karl Böhm, em 1953, e muitos admiradores da música clássica a qualificam como a melhor já feita.
Della Casa também fez inúmeras aparições no programa de televisão do Bell Telephone Hour.
Morreu no castelo em que vivia, na cidade de Muensterlingen, ao pé do Lago Constance.